# Fabrikinspektor
Fabrikinspektoren (oder Fabrikinspekteure) sind historische Vorläufer der Gewerbeaufsicht. Sie wurden zuerst in England eingeführt, nachdem der kapitalistische Industrialisierungsprozess in Bergwerken und Baumwollfabriken zu Arbeitsbedingungen geführt hatte, die das Überleben einer für ebendiese Industrialisierung brauchbaren Arbeiterklasse insgesamt gefährdeten. So waren Arbeitszeiten von mehr als 15 Stunden für Kinder unter 10 Jahren zu Beginn des 19. Jahrhunderts in England an der Tagesordnung.

## England
Erste Streiks und Protestaktionen der Arbeiterklasse riefen den Staat auf den Plan, der die Institution der Fabrikinspektoren durch das Fabrikgesetz von 1833 (s. Fabrikgesetzgebung) schuf. Die Zahl der damaligen Inspektoren (vier für ganz England) wurde allmählich erhöht, 1878 fand eine Reorganisation der Fabrikinspektion statt.
Vor 1878 standen zwei „Inspectors“ an der Spitze, beide in gleichem Rang, jeder hatte zwei „Assistant inspectors“" und „Subinspectors“ (für das eigentliche Inspektionsgeschäft) mit Junior inspectors unter sich. Die Zahl der Subinspectors überhaupt war 38, die der Junior inspectors 11.
Im Jahre 1878 wurde die Fabrikinspektion zentralisiert, das Land in 39 Inspektionsbezirke geteilt. Für jeden Bezirk wurde ein Inspektor ernannt (Gehalt 300–500 Pfd. Sterl.), in den zehn größten war demselben noch ein Mitarbeiter (junior inspector) zugeordnet (Gehalt 200–300 Pfd. Sterl.). An der Spitze stand, direkt unter dem Secretary of state (Minister des Innern), der Chief inspector (Gehalt 1200 Pfd. Sterl.). Den Verkehr der Inspektoren mit dem Chef vermittelten 5 Superintending inspectors (auf jeden kamen 7–8 Bezirke); dieselben hatten die Inspektoren zu kontrollieren und sollten die Fabrikinspektion einheitlich gestalten (Gehalt 500–700 Pfd. Sterl.). Für die Inspektoren war eine Prüfung vorgeschrieben; die meisten hatten 1000–1500 Unternehmungen, einzelne über 3000 zu kontrollieren und wöchentlich dem Superintending inspector ihren Bericht zu erstatten. Sie machten 1500–2000 Besuche im Jahr.

## Deutschland
In Preußen wurden zwischen 1847 und 1853 örtliche Kommissionen errichtet mit dem Auftrag, den Schutz der Arbeitnehmer in den Fabriken zu überprüfen. Dies geschah auf freiwilliger Basis. Im Laufe der Zeit werden diese durch vom Staat eingesetzten Fabrikinspektoren ersetzt. 1878 wurden die Möglichkeiten der Inspektoren gesetzlich massiv ausgeweitet, indem die Inspektoren in den Fabriken Revision einlegen konnten (Aufsichtsparagraph).
Die Frauenbewegung kümmerte sich intensiv um den Arbeitsschutz, so dass es im Kaiserreich immer mehr Fabrik- und Gewerbeinspektorinnen gab wie beispielsweise die spätere Sozialpolitikerin Marie Baum.